# イーサフィヨルズゥル空港
イーサフィヨルズゥル空港（イーサフィヨルズゥルくうこう、アイスランド語: Ísafjarðarflugvöllur）は、アイスランドの北西部、イーサフィヨルズゥルにある空港である。

## 歴史
イーサフィヨルズゥル空港は1960年10月に開港した。当初、空港の候補地としてはイーサフィヨルズゥルから北西に13km離れたボルンガルヴィークも検討されていたが、結局イーサフィヨルズゥルの対岸にあたる現位置に建設された。開港時点では滑走路長は1,100mだったが、その後も工事が継続され、翌年には1,400mに延長された。

## 就航航空会社と就航都市
エア・アイスランドがレイキャヴィーク空港への路線を運航している。
かつてはイーグル・エア(Flugfélagið Ernir)が本拠地を置いていたが、同社は2003年にレイキャヴィークに移転した。
| 航空会社           | 就航地           |
| ------------------ | ---------------- |
| エア・アイスランド | レイキャヴィーク |

## 利用状況
| 年   | 利用客数 |
| ---- | -------- |
| 1996 | 58,841   |
| 1997 | 60,480   |
| 1998 | 56,301   |
| 1999 | 54,171   |
| 2000 | 52,067   |
| 2001 | 40,291   |
| 2002 | 38,870   |
| 2003 | 40,060   |
| 2004 | 45,395   |
| 2005 | 45,682   |
| 2006 | 44,604   |
| 2007 | 50,314   |
| 2008 | 51,791   |
| 2009 | 46,905   |